# 1917 na ciência

## Nascimentos
| Data            | Nome                     | Profissão                                                        | Nacionalidade                                       | Observações | Ref                                                                                     |
| --------------- | ------------------------ | ---------------------------------------------------------------- | --------------------------------------------------- | --- | --------------------------------------------------------------------------------------- |
| 19 de janeiro   | Graham Higman            | matemático                                                       | Reino Unido da Grã-Bretanha e Irlanda               | m. 2008 Medalha De Morgan 1974 Medalha Sylvester 1979 | [ 1 ] [ 2 ]                                                                             |
| 25 de janeiro   | Ilya Prigogine           | químico                                                          | Império Russo / Bélgica                             | m. 2003 Nobel da Química 1977 Medalha Rumford 1976 | [ 3 ] [ 4 ]                                                                             |
| 14 de fevereiro | Herbert Hauptman         | matemático e biofísico                                           | Estados Unidos                                      | m. 2011 Nobel da Química 1985 | [ 3 ]                                                                                   |
| 6 de março      | Luís de Albuquerque      | historiador e professor de matemática e de engenharia geográfica | Portugal                                            | m. 1992 |                                                                                         |
| 15 de março     | Hans Ramberg             | geólogo                                                          | Noruega                                             | m. 1998 Medalha Arthur L. Day 1976 Medalha Wollaston 1972 | [ 5 ] [ 6 ]                                                                             |
| 24 de março     | John Kendrew             | químico                                                          | Reino Unido da Grã-Bretanha e Irlanda               | m. 1997 Nobel da Química 1962 Medalha Real 1965 | [ 3 ] [ 7 ]                                                                             |
| 3 de abril      | Jayme de Sá Menezes      | médico, biógrafo, historiador e professor                        | Brasil                                              | m. 2001 |                                                                                         |
| 10 de abril     | Robert Burns Woodward    | químico                                                          | Estados Unidos                                      | m. 1979 1945 Prémio Leo Hendrik Baekeland 1955 Medalha William H. Nichols 1956 Prémio ACS por Trabalho Criativo em Química Sintética Orgânica 1957 (1957) Prémio Remsen 1958 Medalha Davy 1959 Medalha de Ouro Pio XI 1961 Prémio Roger Adams 1961 Medalha Nacional de Ciências 1964 Nobel de Química 1965 Prémio Willard Gibbs\|1967 Medalha Lavoisier (SCF) 1968 Prémio Arthur C. Cope 1973 Medalha Copley 1978 | [ 8 ] [ 9 ] [ 10 ] [ 11 ] [ 12 ] [ 13 ] [ 14 ] [ 15 ] [ 3 ] [ 16 ] [ 17 ] [ 18 ] [ 19 ] |
| 23 de maio      | Edward Lorenz            | meteorologista e matemático                                      | Estados Unidos                                      | m. 2008 Medalha de Ouro Lomonossov 2004 Prémio Kyoto 1991 | [ 20 ] [ 21 ]                                                                           |
| 15 de junho     | John Fenn                | químico                                                          | Estados Unidos                                      | m. 2010 Nobel da Química 2002 | [ 3 ]                                                                                   |
| 1 de julho      | William Standish Knowles | químico                                                          | Estados Unidos                                      | m. 2012 Nobel da Química 2001 | [ 3 ]                                                                                   |
| 7 de setembro   | John Cornforth           | químico                                                          | Império Britânico (Austrália)                       | m. 2013 Medalha Davy 1968 Nobel da Química 1975 Medalha Real 1976 Medalha Copley 1982 | [ 12 ] [ 3 ] [ 7 ] [ 19 ]                                                               |
| 19 de outubro   | Walter Munk              | oceanógrafo                                                      | Estados Unidos                                      | Medalha Arthur L. Day 1965 Medalha de Ouro da RAS 1968 Gibbs Lecture 1970 Medalha Alexander Agassiz 1976 Medalha Maurice Ewing 1976 Medalha Nacional de Ciências 1983 Medalha William Bowie 1989 Prémio Vetlesen 1993 Prémio Kyoto 1999 Prémio Crafoord 2010 | [ 5 ] [ 22 ] [ 23 ] [ 24 ] [ 25 ] [ 26 ] [ 27 ] [ 28 ] [ 21 ] [ 29 ]                    |
| 9 de dezembro   | Leo James Rainwater      | físico                                                           | Estados Unidos                                      | m. 1986 Nobel da Física 1975 | [ 30 ]                                                                                  |
| 9 de dezembro   | Sergei Fomin             | matemático                                                       | República Socialista Federativa Soviética da Rússia | m. 1975 |                                                                                         |
| 20 de dezembro  | David Bohm               | físico                                                           | Estados Unidos                                      | m. 1992 |                                                                                         |
| ??              | W. Brian Harland         | geólogo                                                          | Reino Unido da Grã-Bretanha e Irlanda               | m. 2003 |                                                                                         |

## Mortes
| Data            | Nome                      | Profissão                             | Nacionalidade                            | Observações                                         | Ref    |
| --------------- | ------------------------- | ------------------------------------- | ---------------------------------------- | --------------------------------------------------- | ------ |
| 2 de janeiro    | Edward Burnett Tylor      | antropólogo                           | Reino Unido da Grã-Bretanha e Irlanda    | n. 1832                                             |        |
| 31 de janeiro   | Otto Finsch               | etnógrafo, naturalista e explorador   | Reino da Prússia                         | n. 1839                                             |        |
| 11 de fevereiro | Oswaldo Cruz              | médico e sanitarista                  | Brasil                                   | n. 1872                                             |        |
| 23 de fevereiro | Gaston Darboux            | matemático                            | Reino da França                          | n. 1842 Prémio Poncelet 1875 Medalha Sylvester 1916 | [ 2 ]  |
| 26 de fevereiro | Joseph Jules Dejerine     | neurologista                          | Segunda República Francesa               | n. 1849                                             |        |
| 17 de março     | Franz Brentano            | filósofo                              | Reino da Prússia                         | n. 1838                                             |        |
| 22 de março     | Petter Adolf Karsten      | micologista                           | Império Russo (Grão-Ducado da Finlândia) | n. 1834                                             |        |
| 28 de maio      | Juan Bautista Ambrosetti  | naturalista, arqueólogo e antropólogo | Argentina                                | n. 1865                                             |        |
| 15 de junho     | Friedrich Robert Helmert  | geodesista                            | Reino da Saxônia                         | n. 1884                                             |        |
| 15 de junho     | Kristian Birkeland        | físico                                | Noruega União Pessoal (Noruega / Suécia) | n. 1867                                             |        |
| 27 de julho     | Emil Theodor Kocher       | fisiologista                          | Suíça                                    | n. 1841 Nobel de Fisiologia ou Medicina 1909        | [ 31 ] |
| 3 de agosto     | Ferdinand Georg Frobenius | matemático                            | Confederação Germânica                   | n. 1849                                             |        |
| 12 de agosto    | Eduard Buchner            | químico                               | Confederação Germânica                   | n. 1860 Nobel da Química 1907                       | [ 3 ]  |
| 18 de agosto    | Charles Eugène Bertrand   | paleobotânico                         | Segunda República Francesa               | n. 1851                                             |        |
| 20 de agosto    | Adolf von Baeyer          | químico                               | Confederação Germânica                   | n. 1835 Nobel da Química 1905                       | [ 3 ]  |
| 5 de setembro   | Marian Smoluchowski       | cientista                             | Império Austríaco                        | n. 1872                                             |        |
| 15 de novembro  | Émile Durkheim            | sociólogo                             | Segundo Império Francês                  | n. 1858                                             |        |

## Prémios

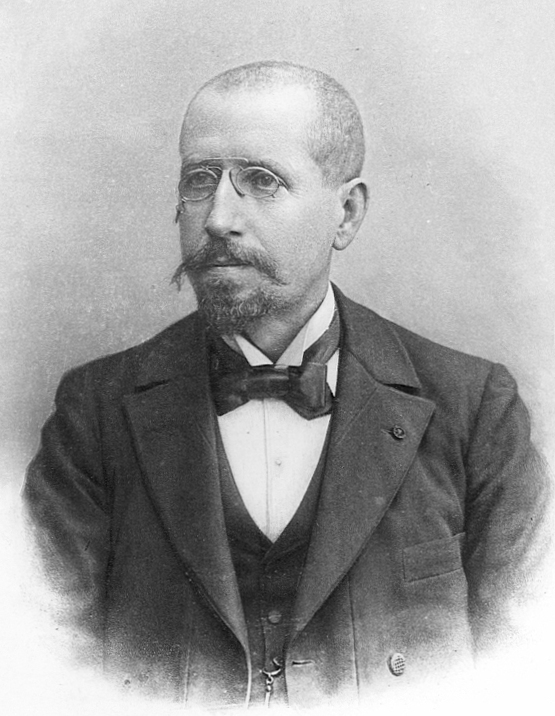
Gaston Darboux
(1842 - 1917)

### Medalha Bigsby
- Robert George Carruthers[32]

### Medalha Bruce
- Edward E. Barnard[33]

### Medalha Centenário de David Livingstone
- Manuel Vicente Ballivian[34] e Theodore Roosevelt[34]

### Medalha Charles P. Daly
- George G. Chisholm[35]

### Medalha Copley
- Émile Roux[19]

### Medalha Daniel Giraud Elliot
- Frank Chapman[36]

### Medalha Davy
- Albin Haller[12]

### Medalha Edison IEEE
- John J. Carty[37]

### Medalha Elliott Cresson
- Edwin Fitch Northrup[38]

### Medalha Geográfica Cullum
- George Washington Goethals[39]

### Medalha de Honra IEEE
- Edwin Armstrong[40]

### Medalha Howard N. Potts
- Ulric Dahlgren[41]

### Medalha Hughes
- Charles Glover Barkla[42]

### Medalha Lyell
- Charles William Andrews[43]

### Medalha Matteucci
- Antonino Lo Surdo[44]

### Medalha De Morgan
- William Henry Young[1]

### Medalha Murchison
- George Frederic Matthew[45]

### Medalha de Ouro da Royal Astronomical Society
- Walter Sydney Adams[46]

### Medalha Real
- Paleontologia - Arthur Smith Woodward[7]
- Meteorologia - John Aitken[7]

### Medalha Wollaston
- Antoine Lacroix[6]

### Prémio Nobel
- Física - Charles Glover Barkla[30].
- Química - Não houve prémio.
- Medicina - Não houve prémio.

### Prémio Rumford
- Percy Williams Bridgman[47]

### Prémio Willard Gibbs
- Edward Morley[16]